# Neolitsea triplinervia
Neolitsea triplinervia är en lagerväxtart som först beskrevs av Carl Ludwig von Blume, och fick sitt nu gällande namn av Elmer Drew Merrill. Neolitsea triplinervia ingår i släktet Neolitsea och familjen lagerväxter. Inga underarter finns listade i Catalogue of Life.